# Bundesratswahl 1950
Zur Bundesratswahl 1950 am 14. September 1950 kam es wegen des Rücktritts von Bundesrat Enrico Celio (SKVP). Dieser wechselte im Juni 1950 ins Amt des Schweizer Gesandten in Italien. Dadurch wurde eine ausserordentliche Wahl durch die Vereinigte Bundesversammlung nötig. Die Kandidatur des Nachfolgers Josef Escher wurde von beinahe allen im Parlament vertretenen Parteien unterstützt.

## Detailergebnisse der Ersatzwahl für Enrico Celio, SKVP

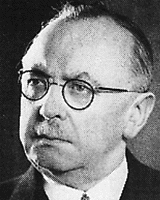
Bundesrat Josef Escher

Wegen der breiten politischen Unterstützung wurde Josef Escher (SKVP) bereits im 1. Wahlgang zum Bundesrat gewählt. Weitere Stimmen gingen an Nationalrat Franco Maspoli (SKVP) aus dem Tessin und an Nationalrat Josef Condrau (SKVP) aus Graubünden. Escher war dann von 1950 bis 1954 Vorsteher des Post- und Eisenbahndepartements.
|                         | 1. Wahlgang |
| ----------------------- | ----------- |
| ausgeteilte Wahlzettel  | 219         |
| eingegangene Wahlzettel | 219         |
| leer/ungültig           | 22/0        |
| gültig Total            | 197         |
| absolutes Mehr          | 99          |
| Joseph Escher           | 165         |
| Franco Maspoli          | 17          |
| Josef Condrau           | 7           |
| Verschiedene            | 8           |